# Фанано (Модена)
Фанано (итал. Fanano) је насеље у Италији у округу Модена, региону Емилија-Ромања.
Према процени из 2011. у насељу је живело 1664 становника. Насеље се налази на надморској висини од 631 м.

## Становништво
Према резултатима пописа становништва 2011. у општини је живело 3.028 становника.
| 1931. | 1936. | 1951. | 1961. | 1971. | 1981. | 1991. | 2001. | 2011. |
| ----- | ----- | ----- | ----- | ----- | ----- | ----- | ----- | ----- |
| 5.809 | 5.799 | 5.439 | 4.281 | 3.342 | 3.152 | 2.932 | 2.910 | 3.028 |

## Партнерски градови
- Фербанкс